# MZ ETZ 250/251/301
Die Motorräder MZ ETZ 250, ETZ 251 und ETZ 301 wurden im VEB Motorradwerk Zschopau (ab 1. September 1990: Motorradwerk Zschopau GmbH) in den Jahren 1981 bis 1991 produziert. Die ETZ-Baureihe wurde 1985 durch die ETZ 125 und die ETZ 150 ergänzt. Das Kürzel ETZ steht herstellerseitig für „Einheits-Typ Zschopau“.
Das Nachfolgeunternehmen, die MuZ Motorrad- und Zweiradwerk GmbH, produzierte das Modell in beiden Hubraumvarianten ab 1992 weitgehend unverändert weiter. Die beiden Modellvarianten Saxon Tour  und Saxon Fun unterscheiden sich von der ETZ lediglich in den Anbauteilen.

## ETZ 250

### Technik

#### Fahrwerk
Beim Rahmen wurde das schon in der Serie der TS 250 eingeführte Prinzip des Brückenrahmens angewendet. In weitgehend mechanisierter und automatisierter Fertigung wurden Tiefziehteile aus Blech zu einem Kastenprofil zusammengeschweißt. Dadurch wurde die Verwindungssteifigkeit gegenüber dem Vorgängermodell erhöht. Das Heckteil des Rahmens besteht aus Rohrprofilen. Die Lagerung der Hinterradschwinge und die Telegabelholme wurden aus dem Vorgängermodell übernommen. Alle tragenden Fahrzeugteile und der Hinterradkotflügel waren einheitlich schwarz lackiert. Vorder- und Hinterrad haben die gleiche Felgengröße (18 Zoll). Wegen des Sitzkomforts war die ETZ ab Werk nur mit einem Hochlenker ausgerüstet.

#### Antrieb

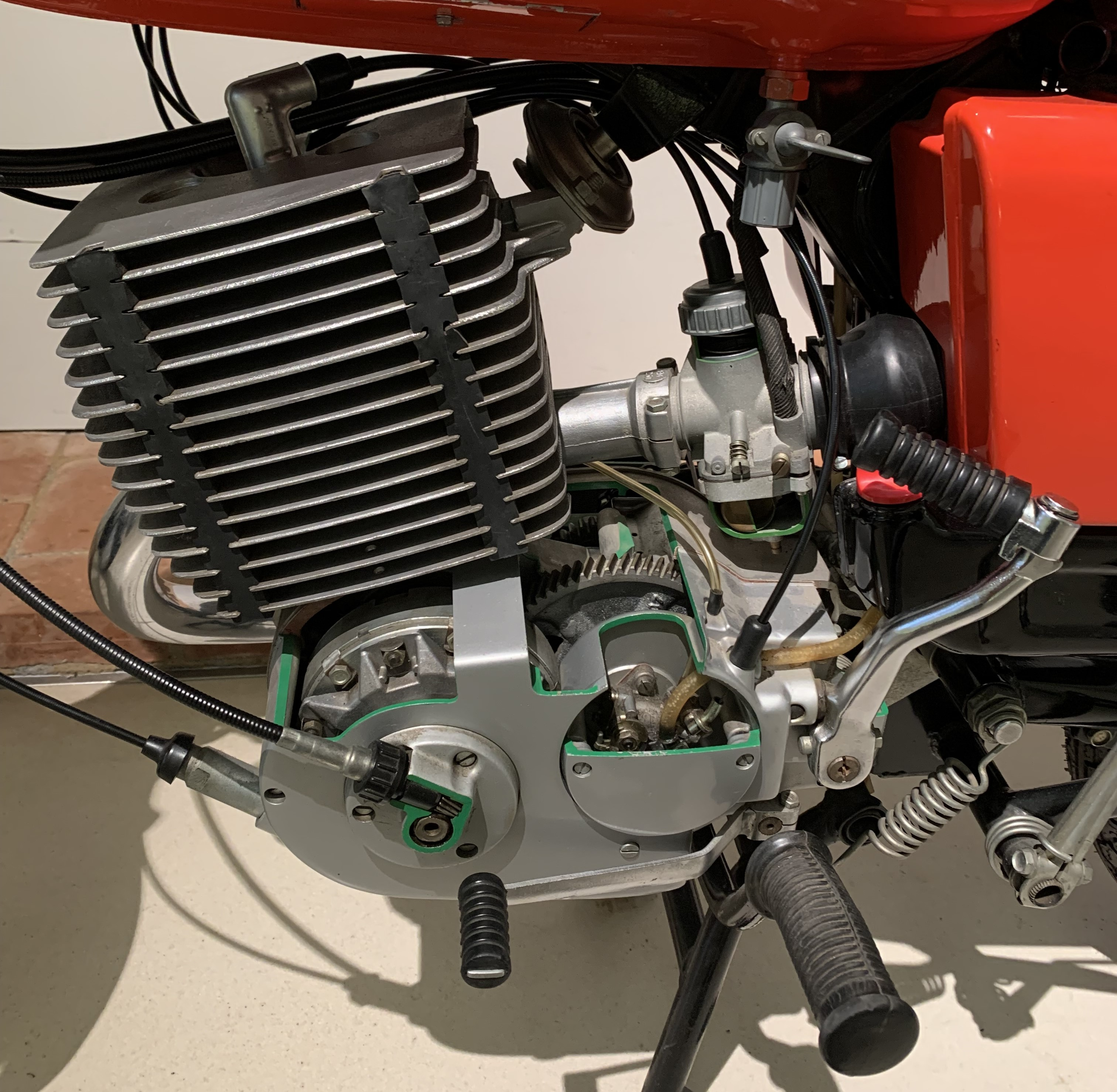
Schnittmodell des Motors mit Getrenntschmierung

Für den Antrieb wurde der beim Vorgängermodell TS 250 eingesetzte Zweitakt-Motor MM 250/4 mit 5-Gang-Getriebe weiterentwickelt und unter der Bezeichnung EM 250 geführt. Die Kurbelwelle des Vorgängermotors wurde fast unverändert übernommen, lediglich ein größeres Pleuellager mit erhöhter Tragzahl wurde eingesetzt. Unverändert blieben die elastische Aufhängung mit „Silentblock“ am Zylinderdeckel, Kupplung, Getriebe, Schaltung und Drehzahlmesserantrieb. Wie bei allen MZ-Modellen seit der RT 125/1 ist die Sekundärkette mit einem Kettenschutz aus Gummischläuchen voll gekapselt.
Das Motorgehäuse samt Kupplungs- und Lichtmaschinendeckel wurde gegenüber dem Vorgängermotor neu und zeitgemäß gestaltet. Der Vergaser war der 30 N 2–5 aus der Berliner Vergaser-Fabrik. Die Ansaugluft passiert bei der ETZ-Baureihe einen gestaffelten Geräuschdämpfer: Sie wird über ein im Inneren des Kastenprofils der Rahmenbrücke installiertes Rohr unter der Sitzbank angesaugt und gelangt danach in das Filtergehäuse. Die Verbindung zum Vergaser ist ein flexibles Ansaugrohr aus Gummi. Erstmals in einem Serienmotor von MZ gab es eine 4-Kanal-Spülung, was einerseits die Leistung geringfügig steigerte und andererseits in Abstimmung mit dem Auslasskanal und der Auspuffanlage (Diffusor mit konischer Prallwand und anschließender Mehrkammer-Resonator mit unterschiedlichen Rohrlängen) den Kraftstoffverbrauch reduzierte. Die Zahl der Zylinderrippen wurde von 7 auf 9 erhöht und dabei die Rippenoberfläche vergrößert, so dass die wärmeabführende Oberfläche einschließlich Zylinderdeckel (mit waagerechter Verrippung) um 40 % erhöht werden konnte. Damit konnte die Wärmeabfuhr verbessert und die Leistungssteigerung beherrscht werden. Um die Körperschallemissionen des Zylinders zu dämpfen, wurden beidseitig je zwei Dämpfungselemente („Dämpfungskamm“) in vertikal über alle Rippen einschließlich Zylinderdeckel vorgesehen.
Ausschließlich für die Exportmärkte wurde erstmals serienmäßig eine Variante mit Getrenntschmierung produziert. Der Behälter für das Motorenöl mit 1,3 l Fassungsvermögen sitzt auf der linken Seite unmittelbar unterhalb des Seitendeckels. Die Frischöldosierpumpe ist in einem Raum innerhalb des Kupplungsdeckels untergebracht, der wiederum mit einer separaten Abdeckung versehen ist. Die Fördermenge wird über einen mit dem Gasdrehgriff verbundenen Seilzug lastabhängig verstellt.
Wie bei allen MZ-Modellen, begonnen mit der RT 125/1, ist die Sekundärkette mit dem Kettenschutz aus Gummischläuchen und Kettenkasten aus Duroplast an der Hinterradnabe voll gekapselt.

#### Ausstattung
Allgemeines
Bei Start der Serienproduktion waren die beiden Teile der Seitenverkleidung sowie der Tank (mit 17 l Fassungsvermögen) wahlweise in Billardgrün, Olympiablau oder Flammrot erhältlich. Die darauf befindlichen Grafiken und das Logo wurden im Siebdruckverfahren aufgebracht. Die ETZ wurde in Standard- und Luxus-Ausführung angeboten. Die de-Luxe-Variante war unter anderem mit Drehzahlmesser, zusätzlichem Rückspiegel rechts, Gummifaltenbälgen für die Telegabel sowie lackierten Kupplungs- und Lichtmaschinendeckeln ausgestattet. Durch den nur in der de-Luxe-Variante vorgesehenen Drehzahlmesser war der Instrumentenhalter für Tachometer und Zündschloss in der Standardausführung anders gestaltet. Für ausgewählte Exportmärkte war die ETZ mit Scheibenbremse vorn ausgerüstet. Für den heimischen Markt wurde jedoch bereits zum Serienanlauf eine Wahl zwischen Trommel- und Scheibenbremse angekündigt.
Scheibenbremse
Die zunächst nur für Exportmärkte bestimmte Vorderradscheibenbremse ist eine hydraulische Festsattelbremse, befestigt hinten am rechten Gleitrohr des Gabelholmes.
Bis 1983 wurde die ETZ mit einer Anlage des italienischen Herstellers Brembo ausgestattet, danach mit einer Eigenentwicklung aus inländischer Produktion. Ab 1984 konnten auch in der DDR die Modelle mit Scheibenbremse ab Werk erworben werden, da sie serienmäßig eingebaut wurde. Zudem lassen sich alle Modelle mit Trommelbremse auf Scheibenbremse umrüsten.
Elektrische Anlage
Zum ersten Mal wurde in der Serienproduktion eine 12-V-Elektrik mit entsprechender Drehstromlichtmaschine mit 180 W Nennleistung eingesetzt. Bei annähernd gleicher Masse wie die bei der TS verwendeten Gleichstrommaschine konnte jetzt eine weitaus höhere Leistung erzeugt werden. Zudem ermöglicht die Leistungsreserve den Anbau von elektrischen Zusatzeinrichtungen. Drehstromgleichrichter und Regler sind unterhalb der Sitzbank angeordnet. Die Batterie ist unter der rechten, verschließbaren Seitenverkleidung untergebracht, wodurch Wartung und Pflege gegenüber der TS mit weniger Aufwand möglich ist. Der Frontscheinwerfer mit asymmetrischem Abblendlicht ist ein mattschwarz lackierter Aufbauscheinwerfer mit 170 mm Durchmesser. Bestückt ist er mit einem 12-V-45-W/40-W-Leuchtmittel, ab 1987 wurde er mit einer H4-Halogenlampe ausgerüstet. Die Brems-Schluss-Kennzeichenleuchte war eine Neuentwicklung des Zulieferers und ist in Kunststoff ausgeführt.
Seitenwagen
Die ETZ 250 ist für einen Betrieb mit Seitenwagen ausgelegt, wofür ein spezieller Rahmen mit drei Anschlusspunkten erforderlich ist. Es gab und gibt im Handel Umrüstsätze, um an einer Solomaschine einen Beiwagen zu montieren, der aber in den Papieren eingetragen werden muss.
Den ab Werk angebotenen Seitenwagen Superelastik fertigte Stoye-Fahrzeugbau-Leipzig (ab 1972 ein Zweigwerk des VEB Motorradwerk Zschopau). Für die ETZ wurde die Konstruktion modernisiert und erhielt ein Facelift. Wahlweise konnte, wie bereits bei der ES- und TS-Baureihe, ein Lastenseitenwagen geliefert werden.

### Modellpflege
Im Laufe ihrer Produktionsdauer gab es fortlaufend äußerliche und technische Veränderungen. Auch das ab Werk oder vom Handel angebotene Zubehör wurde erweitert. Für Exportmärkte wurde eine auf 17 PS Motorleistung gedrosselte Variante angeboten.
Bereits mit Serienanlauf konnten auf Wunsch vom VEB Rohrkombinat Stahl- und Walzwerk Riesa hergestellte Seitengepäckträger geliefert werden. Seinerzeit angekündigt waren Taschenträgersystem, Seitenständer und Beinschutz.
Ab 1982 wurde als weitere Lackierungsvariante ab Werk Silbermetallic angeboten.
Ab dem zweiten Halbjahr 1984 war eine Bugverkleidung aus glasfaserverstärktem Polyester mit integriertem Windschild aus Polymethylmethacrylat (Piacryl) erhältlich, zudem wurde ein spezielles Koffersystem angeboten. Beides wurde in Ungarn gefertigt.
Ab 1987 war ein ABS-Koffersystem des Herstellers Pneumant erhältlich.
Auf der Leipziger Herbstmesse 1986 wurde der Öffentlichkeit eine neuentwickelte elektronische Zündung vorgestellt, die ab 1987 serienmäßig verbaut wurde. Der Modellbezeichnung wurde ein e angefügt.

### Testberichte/Kritiken
In Tests der Zeitschrift Kraftfahrzeugtechnik wurden die gegenüber der TS 250 verbesserten Fahreigenschaften hervorgehoben: darunter besserer Geradeauslauf, höhere Steifigkeit von Rahmen und Hinterradschwinge, geringere Anfälligkeit für Pendelbewegungen, sportliche Abstimmung der Federung und die gute Wirkung der Scheibenbremse. Ebenfalls hervorgehoben wurde die 12 Volt-Elektrik, die einerseits deutlich mehr Lichtleistung liefert und andererseits Reserven für Anbauten und Weiterentwicklungen bietet. Bemängelt wurden bei der Testmaschine die mangelnde Nasshaftung der Bereifung. Ebenfalls bemängelt wurde die konstruktive Ausführung des Lenkradschlosses, das von unten bedient werden muss. Als störend wurde der tief liegende und gerade auslaufende Auspuff empfunden, da es hier in Kurvenlage leicht zur Fahrbahnberührung kommen kann. Wenngleich die Motorleistungen dieser Hubraumkategorie im oberen Drehzahlbereich als sehr gut angesehen wurden, wünschte man sich als Verbesserung eine Membran-Einlass-Steuerung, was den Motorlauf im unteren Drehzahlbereich verbessern kann. Ebenfalls wurde angeregt, die ursprünglich vorgesehene Konzeption (aus Gründen der Materialverfügbarkeit und materialtechnischen Gründen nicht umgesetzt), den Sitzbankbezug im körpernahen Tankbereich fortzusetzen, aus gestalterischer Sicht doch noch umzusetzen. Ebenso wünschte man sich Guss-Speichenräder.
Im Gespannbetrieb wurden Sitzposition und Beherrschbarkeit (auch durch die Hebelverhältnisse des Hochlenkers) positiv bewertet. Bemängelt wurden das Fehlen ausreichender Beschleunigung aus niedrigen Drehzahlen, wenngleich die ETZ 250 als bislang leistungsstärkste Gespannmaschine beurteilt wurde. Ebenfalls bemängelt wurde, dass wenn die Windschutzscheibe des Beiwagens aufgestellt ist, während der Fahrt Abgase in den dort entstehenden Unterdruckbereich gelangen. Dahingehend wurde 1983 angeraten, dass der Seitenwagenpassagier den Oberkörper wie Fahrer und Sozius ausrüsten solle, damit die Scheibe nicht aufgestellt werden muss. In einem Beitrag des folgenden Jahres wurde angemerkt, dass MZ längst einen Schalldämpferaufsatz gegen diese Erscheinung entwickelt hat und sich doch ein Fertigungsbetrieb finden müsse.
Der 1981 durchgeführte Test der Zeitschrift Der deutsche Straßenverkehr schloss sich quasi übereinstimmend den Beurteilungen der Kraftfahrzeugtechnik an. Besonders hervorgehoben wurden Gestaltung und Finish. Bemängelt wurde ein unruhiger Leerlauf und „harte“ Verbrennungsgeräusche im Schiebebetrieb sowie das bei der Testmaschine in den rechten Seitendeckel Spritz-/Regenwasser eingedrungen war und die dort untergebrachte Tasche mit dem Bordwerkzeug nass wurde. Für das Gespann urteilte man hier ebenfalls überwiegend wie die Kraftfahrzegtechnik. Dem Hersteller MZ wurde nach 4000 Kilometern Testfahrt eine  breitere 3-Zoll-Bereifung für das Vorderrad empfohlen.
Ein Fahrbericht in der britischen Fachzeitschrift Motor Cycle News urteilte 1983:

„Wenn man ein zuverlässiges, sparsames, gut zu handhabendes Motorrad sucht, um mit einem Minimum an Aufwand den täglichen Weg zur Arbeit zurückzulegen oder eine längere Europa-Tour zu unternehmen, dann ist die MZ genau das Richtige“

Das Ergebnis eines 10.000 Kilometer-Dauertests auf einer ETZ 250e von 1987 fiel durchweg positiv aus. Lediglich die Dichtheit des Krümmeranschlusses am Zylinder wurde bemängelt. Empfohlen wurde eine Verbesserung der Gummimischung der verwendeten Reifen und ein breiterer Reifen vorn.

### Reklamationen
Etwa 1982 traten in zunehmendem Maße Reklamationen wegen Kolbenklemmern auf. Bezogen auf 7000 Stück lagen 970 Reklamationen wegen Kolbenklemmern vor. Eine Statistik zeigte, dass die Mehrzahl nach einer Laufzeit zwischen 4000 und 6000 Kilometern auftrat. Die Ursache wurde in einem konstruktiven Mangel gesehen, der auf das Nichtbeherrschen thermisch unterschiedlicher Belastungen von Zylinder und Kolben in bestimmten Drehzahlbereichen zurückzuführen sei. Im Ergebnis von Prüfstandsversuchen wurde die Vergasereinstellung werksseitig so verändert, dass zu Lasten eines höheren Kraftstoffverbrauchs das Problem überdeckt, aber nicht gelöst wurde. Die Reklamationen kamen zum überwiegenden Teil aus der DDR, aus den (insbesondere westlichen) Exportländern nur in geringer Zahl. Seitens MZ wurde das auf die dort im Vergleich zu in der DDR verfügbaren, höherwertigen Kraft- und Schmierstoffe zurückgeführt. Ob und wann dieses Problem konstruktiv gelöst wurde, ist gegenwärtig nicht bekannt.

### Sondermodelle
Auf der Leipziger Herbstmesse 1983 wurde eine Version speziell für die Belange der Deutschen Volkspolizei vorgestellt. Die Serienfertigung der ETZ 250 F („Funkkrad“) begann im September 1984. Die Merkmale sind: Wind- und Spritzschutz mittels einer durchgehenden Verkleidung mit großem Windschild, Lampenmaske und Beinschutz, Seitentaschen, witterungsgeschütztes Funkgerät anstelle des Soziussitzes, Sondersignale Blaulicht (mit Halogenleuchtmitteln) und Sirene, Armaturentafel mit entsprechenden Instrumenten, Streuscheibe mit Leuchtschrift über Halogenleuchtmittel in der Rückseite der Abdeckung des Funkgeräts.
Ein weiteres Sondermodell ist die ETZ 250 A für die Nationale Volksarmee. Diese hat, angelehnt an die Militärmodelle der Vorgängerbaureihe, unter anderem Einzelsitze, tiefer profilierte Reifen, ein anderes Ritzel an der Antriebskette für eine kürzere Übersetzung und eine mattgrüne Lackierung.

### Trivia
Mit einer MZ ETZ 250 lief am 6. Juli 1983 das 2.000.000ste Motorrad seit 1950 in Zschopau vom Band.

## ETZ 251/301

### Allgemeines
Nachdem sie auf der Leipziger Herbstmesse 1988 das erste Mal der Öffentlichkeit präsentiert wurde, begann im Januar 1989 die Serienproduktion der ETZ 251, die mit einigen Veränderungen im Vergleich zur bis dahin produzierten ETZ 250 aufwartete. Beim Design arbeitete MZ wie bei der ETZ 125/150 mit den bekannten Formgestaltern Karl Clauss Dietel und Lutz Rudolph zusammen.

### Technik

#### Fahrwerk
Kern der Entwicklungsarbeit war die Übertragung der überdurchschnittlich guten Fahreigenschaften der ETZ 125/150 auf die große Baureihe. Hierzu wurde der Rahmen der kleinen Baureihe erprobt und – neben minimalen Anpassungen – angesichts der größeren Motorabmessungen das Kastenprofil der Rahmenbrücke um 27 mm verlängert. In umfangreichen Untersuchungen wurde mit Varianten unterschiedlicher Felgengrößen vorn und hinten gearbeitet. In den Ergebnissen zeigte die Kombination 18 Zoll-Vorder- und 16 Zoll-Hinterradfelge die besten Fahreigenschaften. Für das Hinterrad wurde ein neuer Niederquerschnittsreifen entwickelt. Die Hinterradfederung wurde gegenüber dem Vorgängermodell angepasst (mit einem Kennwert zwischen ETZ 125/150 und ETZ 250).
Der gesamte Vorderbau wurde vom Vorgängermodell übernommen.

#### Antrieb
Als Motor wurde der EM 250 genutzt und für dieses Modell als EM 251 bezeichnet. Da die Auspuffanlage deutlich kürzer (um 115 mm) als beim Vorgängermodell ausfällt und für bessere Bodenfreiheit nach dem konischen Diffusor um 7° nach oben geknickt ist, sind die Steuerzeiten hier verändert. Dafür wurden geringe konstruktive Änderungen am Zylinder vorgenommen. – Die Motoren und Auspuffanlage der ETZ 250 und 251 passen gegenseitig zwar mechanisch zusammen, aber bei einer Montage der  Auspuffanlage der ETZ 251 an den EM 250 oder der anderen möglichen Kombination geht die Abstimmung verloren, die Leistung fällt ab und der Kraftstoffverbrauch steigt.
Für den Einsatz des kleineren Hinterrades wurde die Sekundärübersetzung angepasst, um gleiche Fahrleistungen zu erreichen. Insgesamt sind die Leistungskennwerte des EM 251 die gleichen wie bei dem Vorgängermotor, der Kraftstoffverbrauch konnte geringfügig gesenkt werden. Der Vergaser ist ein 30 N 3–1 der Berliner Vergaser-Fabrik. Die Ansaugluftanlage wurde von der ETZ 125/150 übernommen.
Wie beim EM 250 wurde der EM 251 für Exportmärkte auch als Variante mit Getrenntschmierung produziert.

#### Ausstattung
Zur besseren Erkennbarkeit ist der Instrumentenhalter um 10° in Richtung Fahrer geknickt ausgeführt, die Symbolik ECE-Vorschriften angepasst. Der Tank ist an die Form der kleinen Baureihe angelehnt, vergrößert und der Verschluss außermittig angeordnet. Der Frontscheinwerfer wurde beibehalten, die Brems-Schluß-Kennzeichenleuchte zeigt ein modernes, kantiges Äußeres und auch technisch ist diese samt ihren Komponenten (Zweifadenglühlampe für Brems- und Schlusslicht, Ausführung des Bremslichtschalters hinten) weiterentwickelt.
Wie das Vorgängermodell war die ETZ 251 auf Wunsch ab Werk mit dem Seitenwagen Superelastik oder dem Lastenseitenwagen erhältlich.

### Modellpflege

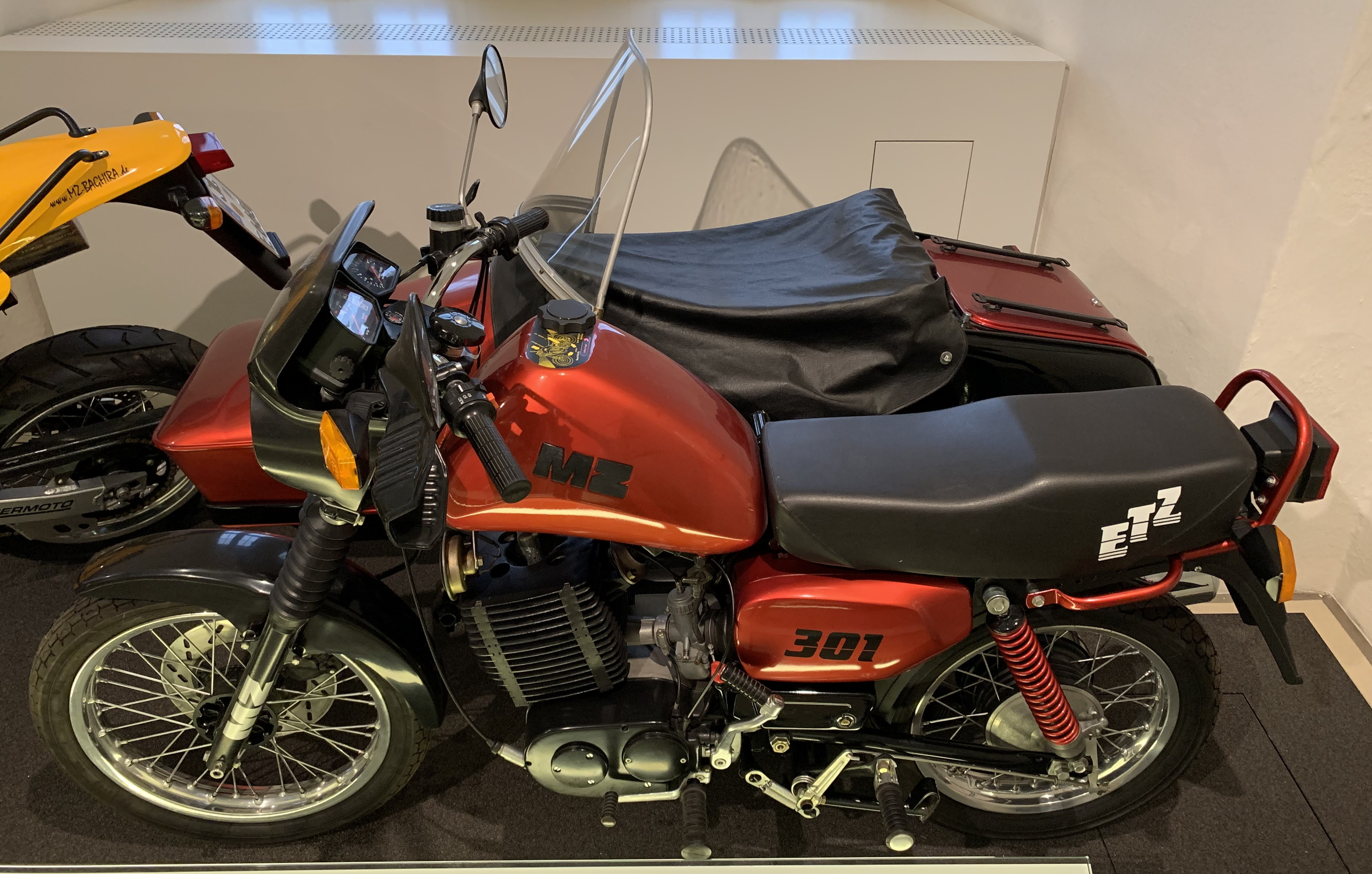
MZ ETZ 301 mit Beiwagen Superelastik, Baujahr 1990

Mit Serienanlauf war die ETZ 251 in vier Varianten erhältlich: Luxusvariante mit Drehzahlmesser, Scheibenbremse vorn und elektronischer Zündung; Luxusvariante mit Drehzahlmesser, Trommelbremse vorn und mechanischer Zündung für Exportmärkte; Standardvariante (ohne Drehzahlmesser) mit Scheibenbremse vorn und mechanischer Zündung sowie Standardvariante (ohne Drehzahlmesser) mit Trommelbremse vorn und mechanischer Zündung für Exportmärkte. Zur Auswahl für die Lackierung standen: flammrot, silber, kristallblau und blizzardweiß. Für Exportmärkte wurde zudem eine auf 17 PS Motorleistung gedrosselte Variante angeboten.
Die vom VEB Rohrkombinat Stahl- und Walzwerk Riesa hergestellten Seitengepäckträger für die ETZ 250 konnten auch hier verwendet werden. Ab 1987 war eine Bugkanzel vom VEB Waggonbau Dessau sowie ein ABS-Koffersystem vom VEB Plastverarbeitungswerk Schwerin erhältlich. Als weiteres Zubehör gab es einen neu entwickelten Seitenständer, der beim Entlasten automatisch einklappt.
Im Dezember 1990 startete die Serienproduktion der ETZ 301 mit auf 291 cm³ vergrößertem Hubraum. Der Hub des Motors EM 251 blieb dafür unverändert, die Bohrung wurde von 69 auf 75,5 mm vergrößert. Gegenüber dem der ETZ 251 hat er bei niedrigen Drehzahlen eine höhere Leistung, wodurch der nutzbare Drehzahlbereich breiter ausfällt.
Im letzten Modelljahr (1991) war das Rahmenheck geringfügig geändert, so dass die Federbeine schräger angestellt waren. Damit wurde der Federweg um 30 Millimeter auf 135 Millimeter erhöht. Zudem wurde der hintere Kotflügel geändert; er war statt Stahlblech nun aus schwarz gefärbtem Kunststoff und kantiger geformt.
Mitte des Jahres 1990 angekündigte Offroad-Modelle OR mit Ausstattungsmerkmalen: Lampenmaske, Handschutz, Reifen mit leichtem Geländeprofil sowie klappbaren Fahrerfußrasten, sind offenbar nicht in Serie gegangen.

### Testberichte/Kritiken
Die Zeitschrift Kraftfahrzeugtechnik lobte die gelungene Formgestaltung, sah aber in minimalen Anpassungen und im Finish von Instrumenten noch Verbesserungspotential. Positiv hervorgehoben wurden die gegenüber dem Vorgängermodell besseren Fahreigenschaften, die denen der kleinen Baureihe gleichen. Angesichts guter Leistungswerte bei höheren Drehzahlen wurde getadelt, dass der Motor im Bereich um 3000/min kaum fahrtaugliches Drehmoment und Zugkraft entwickelt. Wie bereits beim Vorgängermodell wünschte man sich als Verbesserung dahingehend eine Membran-Einlass-Steuerung. Wiederholt bemängelt wurde die konstruktive Ausführung des Lenkradschlosses, das weiterhin von unten bedient werden musste.
Die Zeitschrift Motorrad testete im Juli 1989 den Gespannbetrieb. Man befand bessere Qualität gegenüber dem Vorgängermodell. Angesichts des bekannten Abgassogs zum Beiwagenpassagier empfahl man die Verlegung der Auspuffanlage auf die linke Seite. Man urteilte:

„Bei allen Unzulänglichkeiten bietet das MZ-Gespann für 5490 Mark nicht nur einen hohen Gebrauchswert, sondern bei etwas Toleranz auch enormen Fahrspaß“

## MZ Saxon Tour/Fun und MZ Kanuni

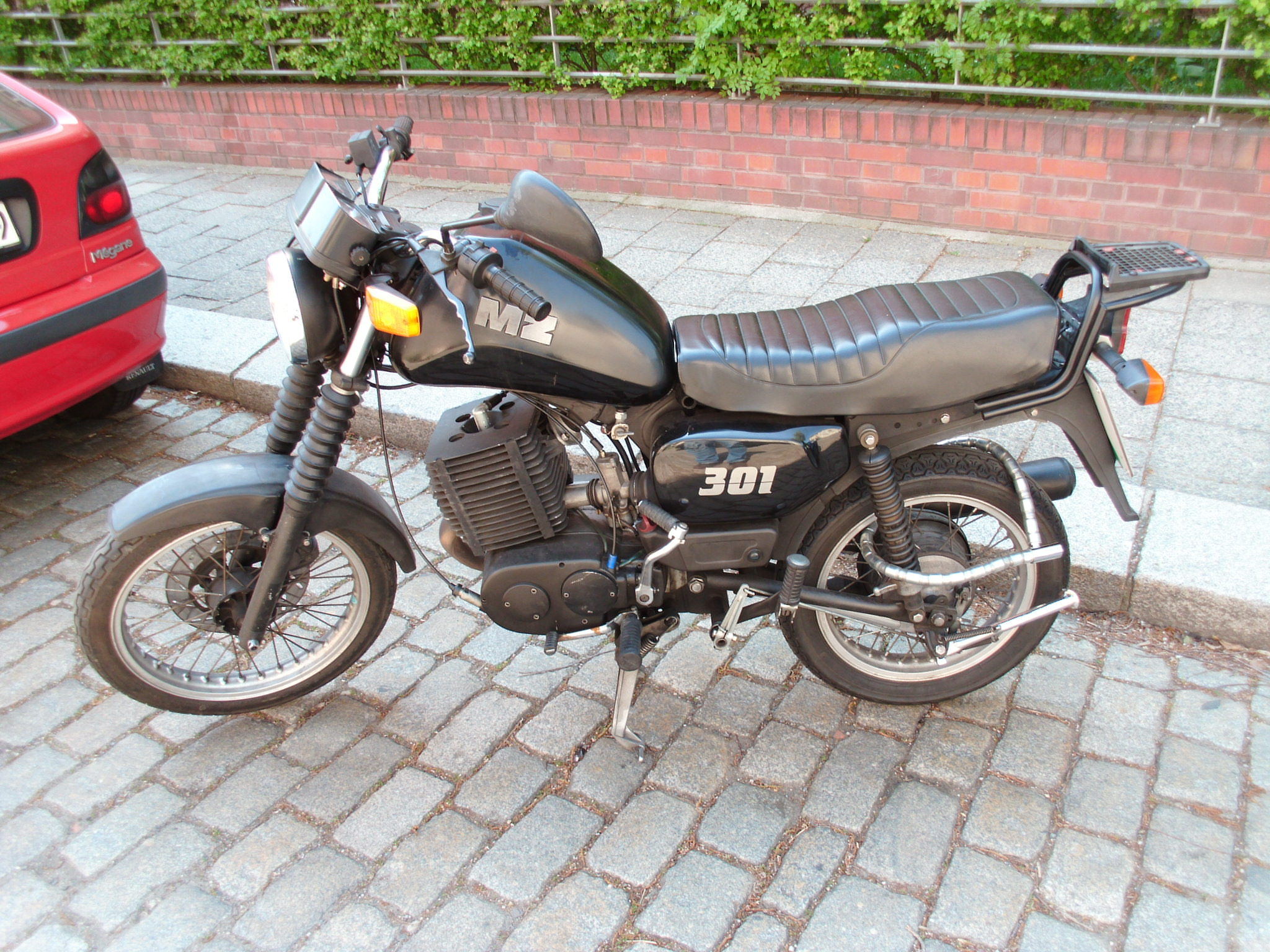
ETZ 301 von MZ Kanuni

Durch die MuZ Motorrad- und Zweiradwerk GmbH wurde das Modell (mit 243 und 291 cm³) weiterproduziert. Es wurde unter anderem mit Kunststoffverkleidungsteilen und -tank sowie wahlweise Leichtmetall-Gussrädern aufgewertet. Die als SAXON Fun und SAXON Tour vermarkteten Modelle wurden ab dem 1. bzw. 13. April 1992 bis zum Verkauf sämtlicher Fertigungsanlagen der Zweitaktbaureihe 1994 an die türkische Kuralkan Corporation KANUNI MOTORLU ARACLAR A. S. in Zschopau weiterproduziert.
Bereits 1990 entschied man sich bei MZ dafür, das Fahrwerk nur geringfügig zu verändern und mit einem 494-cm³-Motor der Firma Rotax auszurüsten. Hieraus entstand 1991 die Baureihe Saxon 500 R.
In Istanbul wurden die Modellvarianten Classic, Tour und Fun unter dem Herstellernamen MZ Kanuni noch einige Jahre (wahrscheinlich bis 2001) gefertigt. Generalimporteur für diese Modelle war die in Berlin ansässige MZ-B Vertriebs-GmbH.

## Technische Daten im Vergleich

### Solomaschinen
|                       | ETZ 250 | ETZ 251 | ETZ 301 | Tour/Fun 251                                                                                           | Tour/Fun 301                                                                                           |
| --------------------- | --- | --- | --- | --- | --- |
| Baujahre              | 1981–1988 | 1989–1991 | 1990–1991 | 1992–1994                                                                                              | 1992–1994                                                                                              |
| Motor                 | fahrtwindgekühlter Einzylinder-Zweitaktmotor, Kickstarter                                                      | fahrtwindgekühlter Einzylinder-Zweitaktmotor, Kickstarter                                                                | fahrtwindgekühlter Einzylinder-Zweitaktmotor, Kickstarter                                                                | fahrtwindgekühlter Einzylinder-Zweitaktmotor, Kickstarter                                              | fahrtwindgekühlter Einzylinder-Zweitaktmotor, Kickstarter                                              |
| Steuerung             | Schlitzsteuerung                                                                                               | Schlitzsteuerung | Schlitzsteuerung | Schlitzsteuerung                                                                                       | Schlitzsteuerung                                                                                       |
| Bohrung × Hub         | 69 × 65 mm | 69 × 65 mm | 75,5 × 65 mm | 69 × 65 mm                                                                                             | 75,5 × 65 mm                                                                                           |
| Hubraum               | 243 cm³ | 243 cm³ | 291 cm³ | 243 cm³                                                                                                | 291 cm³                                                                                                |
| Verdichtung           | 10 : 1 | 10 : 1 | 10 : 1 | 10 : 1                                                                                                 | 10 : 1                                                                                                 |
| Nennleistung          | 21 PS (15,4 kW) bei 5500/min; Drosselung: 17 PS (12,5 kW) bei 5000/min                                         | 21 PS (15,4 kW) bei 5500/min; Drosselung: 17 PS (12,5 kW) bei 5000/min                                                   | 23 PS (16,9 kW) bei 5500/min                                                                                             | 21 PS (15,4 kW) bei 5500/min; Drosselung: 17 PS (12,5 kW) bei 5000/min                                 | 23 PS (16,9 kW) bei 5500/min                                                                           |
| max. Drehmoment       | 27,5 Nm bei 5200/min bzw. 25 Nm bei 4500/min                                                                   | 27,5 Nm bei 5200/min bzw. 25 Nm bei 4500/min                                                                             | 31 Nm bei 5200/min | 27,5 Nm bei 5200/min bzw. 25 Nm bei 4500/min                                                           | 31 Nm bei 5200/min                                                                                     |
| Gemischaufbereitung   | BVF-Rundschiebervergaser, Ansaugdurchmesser 30 mm                                                              | BVF-Rundschiebervergaser, Ansaugdurchmesser 30 mm                                                                        | BVF-Rundschiebervergaser, Ansaugdurchmesser 30 mm                                                                        | BING-Rundschiebervergaser, Ansaugdurchmesser 30 mm                                                     | BING-Rundschiebervergaser, Ansaugdurchmesser 30 mm                                                     |
| Schmierung            | Zweitaktgemisch 1 : 50; Exportmodelle mit Getrenntschmierung über last- und drehzahlabhängige Ölpumpe (Mikuni) | Zweitaktgemisch 1 : 50; Exportmodelle mit Getrenntschmierung über last- und drehzahlabhängige Ölpumpe (Mikuni)           | Zweitaktgemisch 1 : 50; Exportmodelle mit Getrenntschmierung über last- und drehzahlabhängige Ölpumpe (Mikuni)           | Getrenntschmierung über last- und drehzahlabhängige Ölpumpe (Mikuni)                                   | Getrenntschmierung über last- und drehzahlabhängige Ölpumpe (Mikuni)                                   |
| Zündung               | Batteriezündung, kontaktgesteuert; spätere Modelle: elektronisch gesteuert                                     | Batteriezündung, elektronisch gesteuert                                                                                  | Batteriezündung, elektronisch gesteuert                                                                                  | Batteriezündung, elektronisch gesteuert                                                                | Batteriezündung, elektronisch gesteuert                                                                |
| Lichtmaschine         | Drehstromlichtmaschine 12 V – 180 W                                                                            | Drehstromlichtmaschine 12 V – 180 W                                                                                      | Drehstromlichtmaschine 12 V – 180 W                                                                                      | Drehstromlichtmaschine 12 V – 180 W                                                                    | Drehstromlichtmaschine 12 V – 180 W                                                                    |
| Batterie              | 12 V – 5,5 Ah                                                                                                  | 12 V – 5,5 Ah | 12 V – 5,5 Ah | 12 V – 5,5 Ah                                                                                          | 12 V – 5,5 Ah                                                                                          |
| Bordspannung          | 12 V | 12 V | 12 V | 12 V                                                                                                   | 12 V                                                                                                   |
| Kupplung              | Mehrscheibenkupplung im Ölbad, mechanisch betätigt                                                             | Mehrscheibenkupplung im Ölbad, mechanisch betätigt                                                                       | Mehrscheibenkupplung im Ölbad, mechanisch betätigt                                                                       | Mehrscheibenkupplung im Ölbad, mechanisch betätigt                                                     | Mehrscheibenkupplung im Ölbad, mechanisch betätigt                                                     |
| Getriebe              | 5-Gang-Stirnrad-Wechselgetriebe, klauengeschaltet                                                              | 5-Gang-Stirnrad-Wechselgetriebe, klauengeschaltet                                                                        | 5-Gang-Stirnrad-Wechselgetriebe, klauengeschaltet                                                                        | 5-Gang-Stirnrad-Wechselgetriebe, klauengeschaltet                                                      | 5-Gang-Stirnrad-Wechselgetriebe, klauengeschaltet                                                      |
| Sekundärübersetzung   | 19/48 | 21/48 | 22/48 | 21/48                                                                                                  | 22/48                                                                                                  |
| Endantrieb            | Rollenkette (vollgekapselt)                                                                                    | Rollenkette (vollgekapselt)                                                                                              | Rollenkette (vollgekapselt)                                                                                              | Rollenkette (vollgekapselt)                                                                            | Rollenkette (vollgekapselt)                                                                            |
| Rahmen                | Stahl-Kastenprofil-Brückenrahmen, Heckteil aus Rohren                                                          | Stahl-Kastenprofil-Brückenrahmen, Heckteil aus Rohren                                                                    | Stahl-Kastenprofil-Brückenrahmen, Heckteil aus Rohren                                                                    | Stahl-Kastenprofil-Brückenrahmen, Heckteil aus Rohren                                                  | Stahl-Kastenprofil-Brückenrahmen, Heckteil aus Rohren                                                  |
| Maße (L × B × H)      | 2160 × 740 × 1140 mm                                                                                           | 2005 × 710 × 1110 mm | 2005 × 710 × 1110 mm | 2005 × 710 × 1110 mm                                                                                   | 2005 × 710 × 1110 mm                                                                                   |
| Radstand              | 1380 mm | 1322 mm | 1322 mm | 1322 mm                                                                                                | 1322 mm                                                                                                |
| Sitzhöhe              | 835 mm | 790 mm | 790 mm | 820 mm                                                                                                 | 820 mm                                                                                                 |
| Radaufhängung vorn    | Teleskopgabel, hydraulisch gedämpft, nicht einstellbar, Federweg 185 mm                                        | Teleskopgabel, hydraulisch gedämpft, nicht einstellbar, Federweg 185 mm                                                  | Teleskopgabel, hydraulisch gedämpft, nicht einstellbar, Federweg 185 mm                                                  | Teleskopgabel, hydraulisch gedämpft, nicht einstellbar, Federweg 185 mm                                | Teleskopgabel, hydraulisch gedämpft, nicht einstellbar, Federweg 185 mm                                |
| Radaufhängung hinten  | 2-Armschwinge aus Rundstahlrohr, über 2 Federbeine abgestützt, Federweg 105 mm, Federbasis verstellbar         | 2-Armschwinge aus Rundstahlrohr, über 2 Federbeine abgestützt, Federweg 105 mm (ab 1991: 135 mm), Federbasis verstellbar | 2-Armschwinge aus Rundstahlrohr, über 2 Federbeine abgestützt, Federweg 105 mm (ab 1991: 135 mm), Federbasis verstellbar | 2-Armschwinge aus Rundstahlrohr, über 2 Federbeine abgestützt, Federweg 135 mm, Federbasis verstellbar | 2-Armschwinge aus Rundstahlrohr, über 2 Federbeine abgestützt, Federweg 135 mm, Federbasis verstellbar |
| Felgengröße vorn      | Drahtspeichenrad, 1,6 x 18″                                                                                    | Drahtspeichenrad, 1,6 x 18″                                                                                              | Drahtspeichenrad, 1,6 x 18″                                                                                              | Drahtspeichenrad, 1,6 x 18″; wahlweise Leichtmetall-Gussrad, 1,85 x 18″                                | Drahtspeichenrad, 1,6 x 18″; wahlweise Leichtmetall-Gussrad, 1,85 x 18″                                |
| Felgengröße hinten    | Drahtspeichenrad, 2,15 x 18″                                                                                   | Drahtspeichenrad, 2,15 x 16″                                                                                             | Drahtspeichenrad, 2,15 x 16″                                                                                             | Drahtspeichenrad, 2,15 x 16″; wahlweise Leichtmetall-Gussrad, 2,5 x 16″                                | Drahtspeichenrad, 2,15 x 16″; wahlweise Leichtmetall-Gussrad, 2,5 x 16″                                |
| Bereifung vorn        | 3.00-18 52P Rf TT                                                                                              | 90/90-18 M/C 51S Rf TT                                                                                                   | 90/90-18 M/C 51S Rf TT                                                                                                   | 90/90-18 M/C 51H TL                                                                                    | 90/90-18 M/C 51H TL                                                                                    |
| Bereifung hinten      | 3.50-18 62P TT                                                                                                 | 110/80-16 M/C 55S TT | 110/80-16 M/C 55S TT | 110/80-16 M/C 55S TT                                                                                   | 110/80-16 M/C 55S TT                                                                                   |
| Bremse vorn           | Einscheibenbremse, ø 280 mm, mit 2-Kolben-Festsattel; wahlweise: Trommelbremse, ø 160 mm, seilzugbetätigt      | Einscheibenbremse, ø 280 mm, mit 2-Kolben-Festsattel                                                                     | Einscheibenbremse, ø 280 mm, mit 2-Kolben-Festsattel                                                                     | Einscheibenbremse, ø 280 mm, mit 2-Kolben-Festsattel                                                   | Einscheibenbremse, ø 280 mm, mit 2-Kolben-Festsattel                                                   |
| Bremse hinten         | Trommelbremse, ø 160 mm, mechanisch über Gestänge betätigt                                                     | Trommelbremse, ø 160 mm, mechanisch über Gestänge betätigt                                                               | Trommelbremse, ø 160 mm, mechanisch über Gestänge betätigt                                                               | Trommelbremse, ø 160 mm, mechanisch über Gestänge betätigt                                             | Trommelbremse, ø 160 mm, mechanisch über Gestänge betätigt                                             |
| Leergewicht           | 152 kg | 144 kg | 145 kg | 149 kg (Tour), 151 kg (Fun)                                                                            | 149 kg (Tour), 151 kg (Fun)                                                                            |
| zul. Gesamtgewicht    | 330 kg | 330 kg | 330 kg | 330 kg                                                                                                 | 330 kg                                                                                                 |
| Tankinhalt            | 17 l (Reserve: 1,5 l)                                                                                          | 17 l (Reserve: 1,5 l) | 17 l (Reserve: 1,5 l) | 19 l (Reserve: jeweils 1,5 l)                                                                          | 19 l (Reserve: jeweils 1,5 l)                                                                          |
| Höchstgeschwindigkeit | 135 km/h, gedrosselte Varianten: 115–120 km/h                                                                  | 135 km/h, gedrosselte Varianten: 115–120 km/h                                                                            | 135 km/h, gedrosselte Varianten: 115–120 km/h                                                                            | 135 km/h, gedrosselte Varianten: 115–120 km/h                                                          | 135 km/h, gedrosselte Varianten: 115–120 km/h                                                          |

### Motorradgespanne

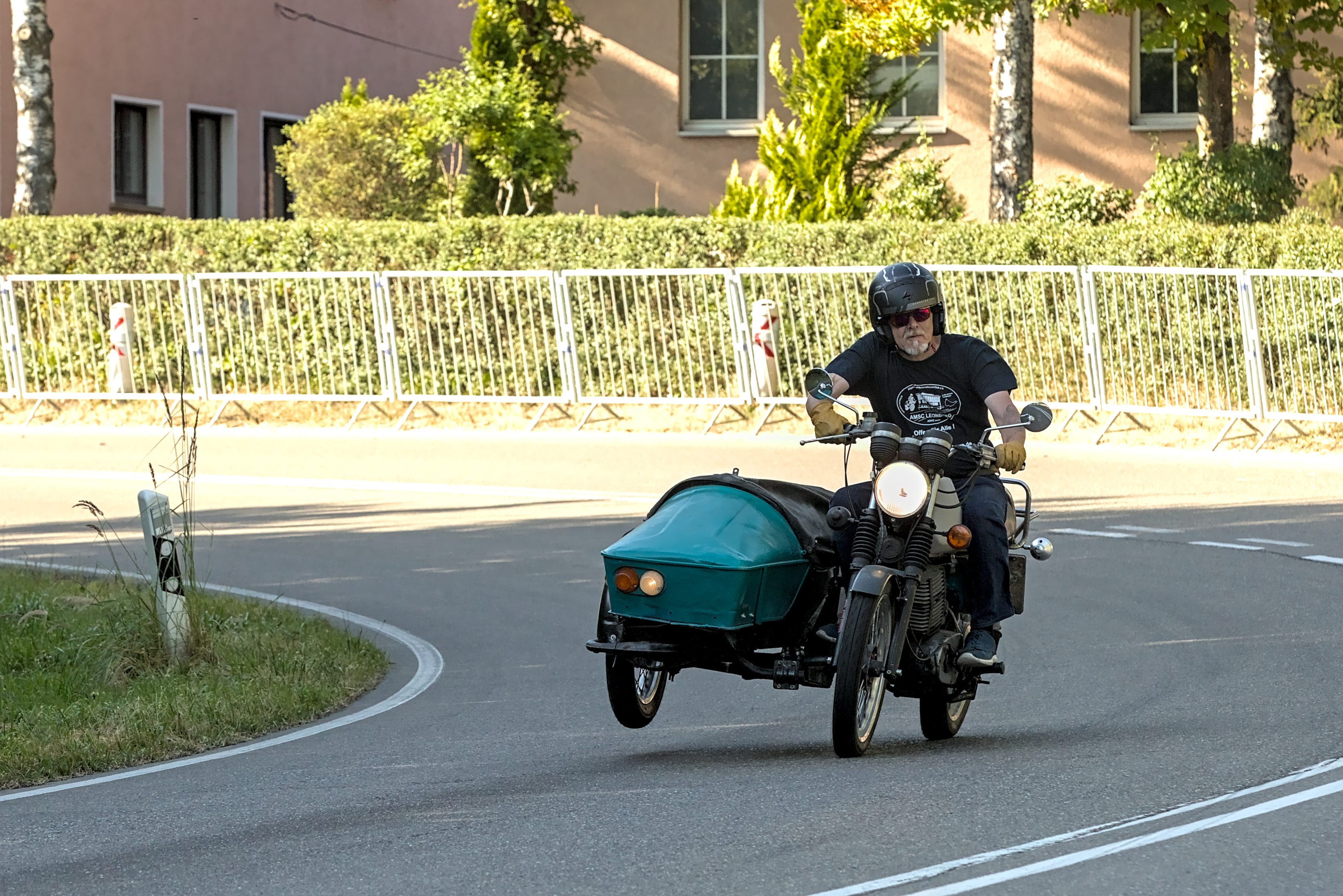
MZ ETZ 250 mit Seitenwagen Superelastik

|                           | ETZ 250 mit Seitenwagen Superelastik                                  | ETZ 251 mit Seitenwagen Superelastik                                  |
| ------------------------- | --------------------------------------------------------------------- | --------------------------------------------------------------------- |
| Baujahre                  | 1981–1988                                                             | 1989–1991                                                             |
| Seitenwagen-Rahmen        | geschweißte Blechprofile, 3 Anschlusspunkte zum Motorradrahmen        | geschweißte Blechprofile, 3 Anschlusspunkte zum Motorradrahmen        |
| Länge                     | 2260 mm                                                               | 2160 mm                                                               |
| Breite                    | 1500 mm                                                               | 1500 mm                                                               |
| Radaufhängung Seitenwagen | 2-Armschwinge abgestützt mit hydraulischem Federbein, Federweg 100 mm | 2-Armschwinge abgestützt mit hydraulischem Federbein, Federweg 100 mm |
| Felgengröße Seitenwagen   | Drahtspeichenrad, 2,50 x 16″                                          | Drahtspeichenrad, 2,50 x 16″                                          |
| Bereifung Seitenwagen     | 3.50-16 M/C 58P Rf TT                                                 | 3.50-16 M/C 58P Rf TT                                                 |
| Bremse Seitenwagen        | Trommelbremse, ø 150 mm, mechanisch über Gestänge betätigt            | Trommelbremse, ø 150 mm, mechanisch über Gestänge betätigt            |
| Trockengewicht            | 240 kg                                                                | 240 kg                                                                |
| zul. Gesamtgewicht        | 515 kg                                                                | 515 kg                                                                |
| max. Zuladung Seitenwagen | 112 kg; Lastenseitenwagen: 125 kg                                     | 112 kg; Lastenseitenwagen: 125 kg                                     |
| Höchstgeschwindigkeit     | 85–100 km/h                                                           | 85–100 km/h                                                           |

## Weiteres
Zwischen 1984 und 1986 wurden in Brasilien im Rahmen eines Joint Ventures die auf der ETZ 250 basierenden Modelle MZ 250 RS und 250 RSJ hergestellt.
Zwischen 1996 und 1998 vermarktete das in Zschopau ansässige Unternehmen MZ-B ein Motorrad mit der Bezeichnung RT 125 Classic. Der Rahmen stammte von der ETZ 251/301 von MZ Kanuni in Istanbul.